# Thelypteris forsteri
Thelypteris forsteri là một loài dương xỉ trong họ Thelypteridaceae. Loài này được C.V.Morton mô tả khoa học đầu tiên.